# Alb mărunt rotund
Alb mărunt rotund este un vechi soi românesc de struguri.